# Ovacık (Tavas)
Ovacık ist ein Dorf im Landkreis Tavas der türkischen Provinz Denizli. Ovacık liegt etwa 65 km südlich der Provinzhauptstadt Denizli und 21 km südöstlich von Tavas. Ovacık hatte laut der letzten Volkszählung 612 Einwohner (Stand Ende Dezember 2010).